# Lenin Zubieta
Lenin Zubieta (* 14. November 1984 in Cochabamba) ist ein bolivianischer Straßenradrennfahrer.
Lenin Zubieta wurde 2007 in seiner Heimat bei der Vuelta a Cochabamba Dritter in der Gesamtwertung und beim Doble Copacabana Grand Prix Fides gewann er mit seinem Team Quillacollo de Cochabamba zwei Etappen. In der Saison 2009 wurde Zubieta einmal Etappendritter bei der Vuelta al Lago Uru Uru. Außerdem wurde er bei zwei Teilstücken der Vuelta a Bolivia jeweils Tageszweiter.

## Erfolge

### 2007
- zwei Etappen Doble Copacabana Grand Prix Fides